# Harf Sufyan (huyện)
Huyện Harf Sufyan là một huyện thuộc tỉnh Amran, Yemen. Đến thời điểm năm 2003, huyện này có dân số 42480 người